# Isorropus splendidus
Isorropus splendidus là một loài bướm đêm thuộc phân họ Arctiinae, họ Erebidae.